# ماسیولا
ماسیولا (به ایتالیایی: Massiola) یک کومونه در ایتالیا است که در استان وربانو-کوزیو-اوسولا واقع شده‌است.

## خصوصیات
ماسیولا ۸٫۰ کیلومترمربع مساحت و ۱۶۹ نفر جمعیت دارد.